# Rio Corrente (Bahia)
O rio Corrente é um curso de água do estado da Bahia, Região Nordeste do Brasil, pertencente à bacia do rio São Francisco. Nasce com a confluência dos rios Formoso e Correntina em Santa Maria da Vitória, percorrendo 120 km até sua foz na margem esquerda do rio São Francisco entre Bom Jesus da Lapa e Sítio do Mato.
Os formadores do manancial são oriundos do chamado Espigão Mestre, região com altitudes entre 800 e 900 metros localizada na divisa entre Bahia e Goiás. A confluência que origina o manancial ocorre a 7 km da cidade de Santa Maria da Vitória, enquanto que sua foz está localizada a 50 km a norte da zona urbana de Bom Jesus da Lapa. Sua bacia hidrográfica conta com área total de cerca de 34 875 km² e abrange 13 municípios.